# Liparis greenwoodiana
Liparis greenwoodiana är en orkidéart som beskrevs av Mario Adolfo Espejo Serna. Liparis greenwoodiana ingår i släktet gulyxnen, och familjen orkidéer. Inga underarter finns listade i Catalogue of Life.